# Afrenella
Afrenella é um gênero de traça pertencente à família Arctiidae.

## Espécies
- Afrenella jansei
- Afrenella seydeli